# Симиренко Платон Федорович
Плато́н Фе́дорович Симире́нко  (2 січня 1821, Сміла — 15січня 1863) — промисловець-цукрозаводчик, один із засновників раціонального садівництва в Україні, син Федора Симиренка, народився у м. Смілі Київської губернії (тепер Черкаської області).

## З життєпису
Платон був первістком у родині Федора Симиренка.
На початку 1840-х pp. вчився у Паризькому політехнічному інституті, де здобув кваліфікацію інженера-технолога з цукрового виробництва та познайомився з роботою кращих підприємств у Франції та Німеччині.
У 22 роки очолив батькову фірму «Брати Яхненки і Симиренко».
У своїх садах у Млієві (Черкащина) плекав нові, вдосконалені сорти плодових дерев. Його сади стали розсадником, який і досі постачає саджанці для України та стали базою наукової діяльності його сина Левка і онука Володимира.
Платон Симиренко фінансував видання «Кобзаря» Тараса Шевченка 1860 року та допомагав українським культурним установам.
У 1861 р. він тяжко захворів, і кредитори фірми призначили адміністрацію, яка перебрала на себе ведення справ родинної фірми. Всі фінансові справи заводів ретельно контролювалися судом, а витрати, в тому числі і сімейні, перевірялися державними чиновниками.
Не витримавши цього, 15 (за новим стилем — 28) січня 1863 року Платон Симиренко помер, лишивши на руках дружини шестеро малих дітей. На честь Платона Симиренка його сином Левком названий популярний сорт яблука Ренет Симиренка.
Вулиця Платона Симиренка у місті Сміла та селі Іркліїв.
Провулок Платона Симиренка у місті Бровари.Дата поховання 17 січня 1863 року .Місце поховання село Хрещатик Черкаського повіту на загальному кладовищі.Помер від мозкової хвороби у віці 40 років